# マレー鉄道クラス91電車
クラス91電車(KTM Class 91)はマレーシアのマレーシア鉄道公社（略称：KTMB, マレー語：Keretapi Tanah Melayu Berhad, 英語：Malayan Railways Limited）がKTMエレクトリック・トレイン・サービス向けに運行する交流型電車である。2008年（平成20年）より製造が開始され、2009年（平成21年）に運行を開始した。

## 概要

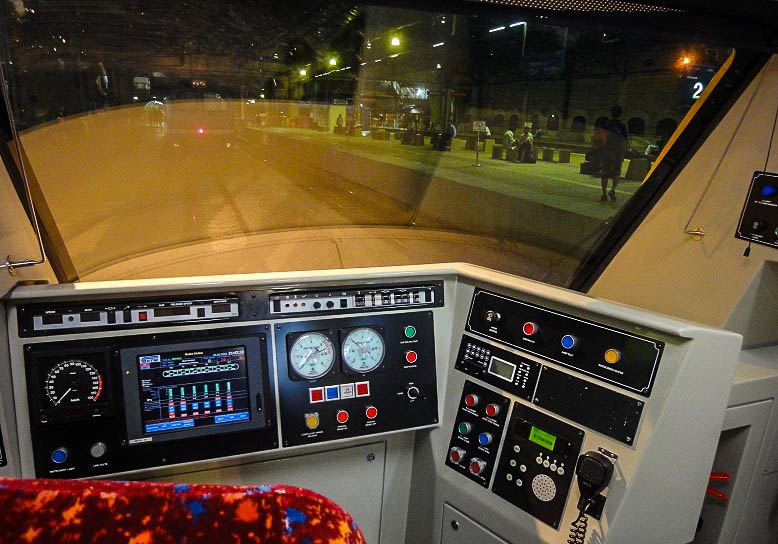
運転台

マレー鉄道の都市間高速鉄道、KTMエレクトリック・トレイン・サービス（ETS）の開業に合わせて6両編成5本(30両)が製造された。現在は4編成が在籍している。本車両は、マレー鉄道の電車では初となるトイレやビュッフェといった設備が設けられた。現在は、主にイポー～KLセントラル間で使用されている。
2010年から2012年までは、5編成のうち2編成を通勤電車として使用し、トイレやカフェなどの設備を閉鎖した上で運行されていた。
本車両は現代ロテムのICRシリーズに属する。

### 車体
片側2ドアのステンレス鋼製車体で、黄色と青が塗られている。

### 車内
車内は白色と灰色を基調とし、車内上部には荷物棚が設けられている。座席は2人掛けのオールクロスシートである。ドアはプラグ式で、開閉前にブザーが鳴る。
その他、速度表示用の画面や広告用の画面が設置されている。

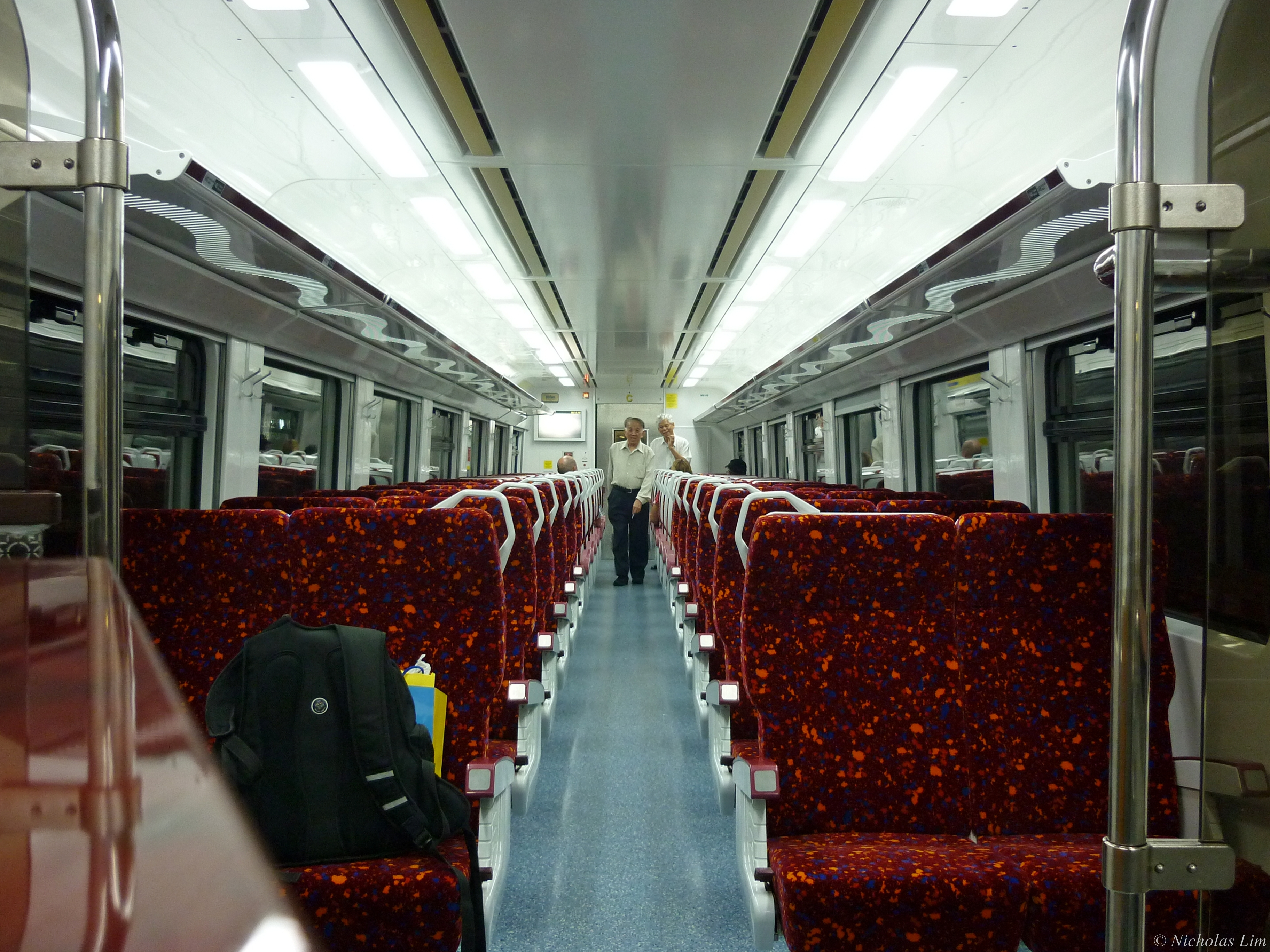
車内

### 走行機器
制御装置は三菱電機製のIGBT-VVVF、主電動機は同じく三菱電機製のかご形三相誘導電動機を搭載している。

## 編成表
| 号車       | 1 (A) | 2 (B)  | 3 (C)  | 4 (D) | 5 (E)  | 6 (F) |
| ---------- | ----- | ------ | ------ | ----- | ------ | ----- |
| 定員(着席) | 64    | 52     | 54     | 66    | 52     | 64    |
| 主電動機   | ○     | ×      | ○      | ○     | ×      | ○     |
| 車内設備   |       | トイレ | カフェ |       | トイレ |       |

| 編成    | 1 (A) | 2 (B) | 3 (C) | 4 (D) | 5 (E) | 6 (F) | 到着日        | Status   | 年   |
| ------- | ----- | ----- | ----- | ----- | ----- | ----- | ------------- | -------- | ---- |
| ETS 101 | C9101 | T9101 | M9101 | M9102 | T9102 | C9102 | 2008年12月9日 | 運行中   | 2009 |
| ETS 102 | C9103 | T9103 | M9103 | M9104 | T9104 | C9104 | 2009年1月16日 | 運行中   | 2009 |
| ETS 103 | C9105 | T9105 | M9105 | M9106 | T9106 | C9106 | 2009年3月     | 運行中   | 2009 |
| ETS 104 | C9107 | T9107 | M9107 | M9108 | T9108 | C9108 | 2009年3月     | 運行離脱 | 2009 |
| ETS 105 | C9109 | T9109 | M9109 | M9110 | T9110 | C9110 | 2009年3月     | 運行中   | 2009 |

## 今後の計画
マレー鉄道は、当初クラス91電車を20編成増備する予定があるとしていたが、2013年以降にクラス93電車が増備用として導入された。

## 事故
2016年5月7日、ETS104列車がKM322列車と衝突する事故が発生し、この事故で3人が負傷を負った。列車は大きく破損したため、運用離脱となった。